# James Tupper
James Howard Tupper, lepiej znany jako James Tupper (ur. 4 sierpnia 1966 w Dartmouth w hrabstwie Warren w stanie Nowy Jork) – kanadyjski aktor telewizyjny i filmowy.
Po ukończeniu szkoły średniej mieszkał na plantacji kawy w Afryce Wschodniej i studiował suahili. Studiował aktorstwo w Concordia University w Montrealu, a później na uniwersytecie Rutgers w New Jersey, gdzie uzyskał tytuł magistra. Zagrał w kilku sztukach w teatrach off-Broadwayu. Popularność zdobył rolą Jacka Slattery’ego w serialu ABC Uwaga, faceci! (Men in Trees, 2006–2008).
Od stycznia 2007 do stycznia 2018 był w nieformalnym związku z aktorką Anne Heche. Mieli syna Atlasa (ur. 7 marca 2009).

## Filmografia

### Filmy fabularne
- 2001: Corky Romano jako agent FBI
- 2011: Pan Popper i jego pingwiny (Mr. Popper's Penguins) jako Rick
- 2011: Dziewczęce porachunki (Girl Fight, TV) jako Ray
- 2012: Trener bardzo osobisty (Playing for Keeps) jako Matt

### Seriale TV
- 2005: Jak poznałem waszą matkę (How I Met Your Mother) jako Derek
- 2005: CSI: Kryminalne zagadki Nowego Jorku (CSI: NY) jako Paul Zernecky
- 2005: Kochane kłopoty (Gilmore Girls)
- 2006–2008: Uwaga, faceci! (Men in Trees) jako Jack Slattery
- 2008: Kim jest Samantha? (Samantha Who?) jako Owen
- 2008: Lista ex (The Ex List)
- 2009: Szpital Miłosierdzia jako dr Chris Sand
- 2010–2011: Chirurdzy (Grey’s Anatomy) jako dr Andrew Perkins
- 2011–2015: Zemsta (Revenge) jako David Clark
- od 2017: Wielkie kłamstewka (Big Little Lies) jako Nathan Carlson, był mąż Madeline